# ملوان

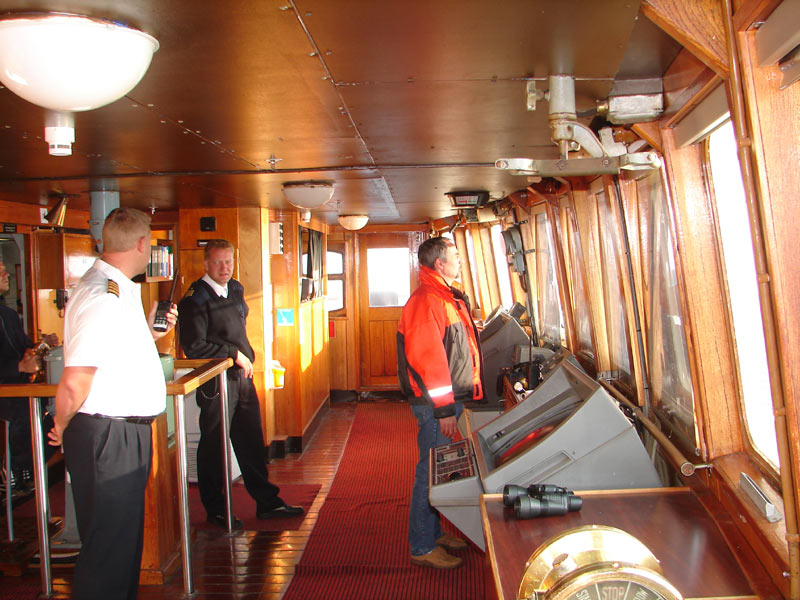
نمایی از درون کابین هدایت یک کشتی که شامل ملوان، کاپیتان و دریانورد است. - ۲۰۰۶

مَلَوان یا ملاح (به انگلیسی: Sailor) کسی است که در هدایت یا کمک در عملیات تعمیر و نگهداری یا خدمات در شناورها بر روی آب و در بندرگاه‌ها نقش دارد. ملوان ها به سه دسته ملوان عرشه،ملوان موتورخانه،ملوان خدماتی تقسیم بندی می گردند.این اصطلاح در مورد دریانوردان حرفه‌ای، کارکنان نظامی و سربازان شاغل در نیروی دریایی، ملوانان تفریحی و ملوانان ماهیگیر کاربرد دارد.

## ریشه‌شناسی
برخی بر این باورند که ملوان از واژه لری مله به معنی شنا و پسوند وان ساخته شده که معنی شناگر می‌دهد. برخی هم ریشه آن را عربی می‌دانند.